# Quadrangle de Lakshmi Planum
Le quadrangle de Lakshmi Planum (littéralement : quadrangle du plateau de Lakshmi), aussi identifié par le code USGS V-6, est une région cartographique en quadrangle sur Vénus. Elle est définie par des latitudes comprises entre 50° et 75° N et des longitudes comprises entre 300° et 360° E,. Il tire son nom du plateau de Lakshmi.

## Coronæ
- Ashnan Corona
- Beiwe Corona
- Omosi Mama Corona
- Xilonen Corona